# Campo di concentramento di Koldyčevo
Il campo di concentramento di Koldyčevo è stato un lager posto a nord di Baranavičy, nell'odierna Bielorussia, costruito dalla Germania nazista. Tra il 1942 e il 1944, persero la vita nel campo circa 22.000 persone, principalmente di etnia ebraica.

## Storia
Il campo di concentramento fu costruito all'inizio dell'estate del 1942, a 18 km da Baranavičy, nel villaggio di Koldyčevo, lungo la via per Navahrudak, nella Bielorussia occidentale occupata dai tedeschi. Un prigioniero lo descrisse come "una triste collezione di edifici in calcestruzzo e fattorie oberate, con grani dilapidati, stalle di animali e capanni per gli utensili [...] partizionati con una recinzione infinita di filo spinato per creare una prigione improvvisata."
Il campo fu utilizzato per internare i prigionieri di guerra sovietici, partigiani polacchi e bielorussi oltre a ebrei da Gorodišče, Dzjatlava, Navahrudak, Stolbcy e Baranavičy. Pochi prigionieri riuscirono a sopravvivere alle condizioni precarie del campo.
Nel marzo del 1944, circa 100 ebrei guidati da Shlomo Kushnir (o Kushner), realizzarono un buco nel muro delle loro baracche, tagliarono attraverso la recinzione elettrica che circondava il campo e riuscirono a scappare di notte. Ventiquattro prigionieri furono catturati, tra cui Kushnir che in seguito si suicidò, mentre altri si unirono ai Fratelli Bielski nella foresta di Naliboki.
Il 29 giugno 1944, con le truppe dell'Armata rossa in avvicinamento nel contesto dell'Operazione Bagration, il campo di Koldyčevo fu liquidato. I restanti 2 000 prigionieri furono fucilati in prossimità di una fossa, mentre altri 300 furono deportati in Germania.
Nel 1992, Sergis Hutyrczyk, una guardia di sicurezza emigrata nel 1954 negli Stati Uniti d'America, fu identificato come una delle guardie del campo di Koldyčevo, accusato di menzogna sulla sua attività in guerra e privato della sua cittadinanza statunitense. Morì nel 1993 mentre richiedeva la sua denaturalizzazione.